# 창녕 청련사 목조아미타삼존여래좌상
창녕 청련사 목조아미타삼존여래좌상(昌寧 靑蓮寺 木造阿彌陀三尊如來坐像)은 대한민국 경상남도 창녕군 계성면 사리, 청련사에 있는 조선시대의 불상이다. 2008년 1월 10일 경상남도의 유형문화재 제463호로 지정되었다.

## 개요
이 불상의 정확한 조성 기록은 없으나 청련사가 1628년에 창건된 기록과 도광22년(1842)에 대흥사에서 옮겨 왔다는 기록, 이 불상의 옷주름, 자세 등 각각의 양식으로 미루어 보아 17세기 말 경에 조성된 것으로 보인다. 전반적으로 매우 뛰어난 수작이다.

## 참고 문헌
- 창녕 청련사 목조아미타삼존여래좌상 - 국가유산청 국가유산포털